# Skłudzewo
Skłudzewo – wieś w Polsce położona w województwie kujawsko-pomorskim, w powiecie toruńskim, w gminie Zławieś Wielka. W latach 1975–1998 miejscowość administracyjnie należała do województwa toruńskiego. Według Narodowego Spisu Powszechnego (III 2011 r.) liczyła 249 mieszkańców. Jest siedemnastą co do wielkości miejscowością gminy Zławieś Wielka. Miejscowość położona jest na widokowej skarpie pradoliny Wisły, w połowie drogi między Toruniem a Bydgoszczą.

## Historia
Miejscowość leży na pograniczu Mazowsza oraz Pomorza i związana była historycznie z ziemią chełmińską na Pomorzu Nadwiślańskim. Ma metrykę średniowieczną i istnieje co najmniej od pierwszej połowy XV wieku. Wymieniona została po raz pierwszy w dokumencie z 1409 jako "Sczlodzaw, Sghlogzaw, Sclosaw", a w 1515 "Sklodzewo, Kladzewo".
Tereny, na których powstała miejscowość były jednak zasiedlone znacznie wcześniej. Pierwsze ślady pobytu ludzi (ślady prymitywnej uprawy roślin i hodowli zwierząt), na terenach na których leży obecne Skłudzewo, datuje się już na około 4000 lat p.n.e. Większe kompleksy osadnicze datować można na okres kultury łużyckiej. Dowody na potwierdzenie tej tezy znaleźli archeolodzy niemieccy, którzy na początku XX w. prowadzili badania wykopaliskowe. Na podstawie tych badań, osadnictwo, na obszarze dzisiejszego Skłudzewa, datuje się już na XII, a nawet XIV w. p.n.e. W czasie przeprowadzonych prac odnaleziono, pochodzące z tego okresu, relikty kultury łużyckiej. W okolicy archeolodzy odnaleźli w miejscowości Skłudzewo-Borek na północ od wsi Skłudzewo pozostałości grodziska.
W okresie wczesnego średniowiecza w Skłudzewie znajdował się gródek rycerstwa polskiego. Od 1226 po sprowadzeniu na Mazowsze zakonu krzyżackiego przez księcia Konrada I mazowieckiego tereny, na których leży miejscowość w XIII-XV wieku znalazły się we władaniu krzyżaków. Około 1423-1424 znajdowała się w prokurii bierzgłowskiej z siedzibą w Bierzgłowie.
Pierwszy zachowany zapis z 1409 podaje, że Hannos ze Skłudzewa otrzymał od zakonu 15 grzywien za konia w wyprawie na Dobrzyń, a Dytrych ze Skłudzewa otrzymał 5 grzywien. W 1414 w czasie wielkiej wojny z zakonem krzyżackim miejscowość została zajęta przez wojska polskie odniosząc szkody wojenne wycenione na 1000 grzywien. W 1440 Dytrych ze Skłudzewa odnotowany został wśród rycerstwa okręgu bierzgłowskiego upoważniającego posłów na zjazd stanów w Elblągu. 
Około 1423-1424 miejscowość była własnością rycerską o powierzchni 25 łanów. Właściciel był zobowiązany do służby w zbroi lekkiej. W 1454 po wybuchu wojny trzynastoletniej toczonej pomiędzy państwem zakonu krzyżackiego, a Koroną Królestwa Polskiego miejscowość dostała się w granice Korony. W 1466 na mocy traktatu toruńskiego podpisanego po zakończonej wojnie trzynastoletniej miejscowość została włączona do Korony i leżała w powiecie chełmińskim, województwa chełmińskiego.
Od XVI do XIX wieku Skłudzewo, w całości lub części, zmieniało często właścicieli. W 1515 Andrzej Dorpusch spłacił 212 grzywien długu za Skłudzewo. W 1523 Bartłomiej Przylubski odstąpił połowę swojej części we wsi Michałowi Kranichowi vel Postnik, który sprzedał ją Andrzejowi Dorpowskiemu. W 1558 mieszczanie toruńscy Ambartowscy oraz niejaki Zacharias sprzedali część wsi Jerzemu Głuchowskiemu, który odprzedał ją Łukaszowi Dorpowskiemu. W 1570 właścicielem miejscowości był Jan Dorpowski. Wieś liczyła 10 łanów chłopskich, gospodarowało w niej 4 zagrodników, był kowal, garncarz, strycharz, stała karczma oraz wiatrak.
W 1863 r. nowym nabywcą majątku zostaje August Brauer z Bremy. W wyniku decyzji nowego właściciela, rozebrano poprzedni dwór wybudowany przez Dorpowskich i rozpoczęto budowę nowej posiadłości w stylu neogotyckim. Pozostałościami po rezydencji Dorpowskich są piwnice, znajdujące się w zachodniej części parku. We wschodniej części parku znajdują się także pozostałości nekropolii ewangelickiej. Cmentarz początkowo był miejscem pochówku rodziny Brauerów (od 1873 roku), w późniejszym czasie (prawdopodobnie od 1904 roku) pełnił funkcję komunalnego cmentarza ewangelickiego. W roku 1875 z powodu germanizacji polskich nazw miejscowości Skłudzewo otrzymuje nazwę Hohenhausen (wysoki dwór). W 1902 r. pałacyk w Skłudzewie został upaństwowiony i zamieniony na szkołę z mieszkaniami dla nauczycieli. W tym czasie administracyjnie Skłudzewo podlegało pod Gminę Rzęczkowo. W okresie II Wojny Światowej, w dworku odbywały się tutaj szkolenia dla Hitler-Jugend oraz przez pewien czas znajdował się tu przejściowy obóz dla dzieci polskich (poddawanych germanizacji). Polscy mieszkańcy zostali wysiedleni, a na ich miejsce sprowadzono Niemców ze Śląska i Wołynia. Po II Wojnie Światowej majątek został przejęty przez Skarb Państwa Polskiego i dworek powrócił do funkcjonowania jako szkoła, trwało to do roku 1989.

## Współczesność
W latach 1975–1998 miejscowość administracyjnie należała do województwa toruńskiego. W roku 1978 Borek przestaje być samodzielną wsią i staje się częścią wsi Skłudzewo (czasami określany jako Skłudzewo-Borek). W latach 1941–1945 zarządcą majątku Borek był Adam Leon Czarliński (1870-1956), wysiedlony ze swojego majątku w Zakrzewku, zasłużony działacz niepodległościowy. Skłudzewo jest sołectwem w skład którego wchodzą Skłudzewo i Gierkowo. Zespół pałacowo-parkowy jest wpisany na listę zabytków. Od 1989 dworek w Skłudzewie jest siedzibą Fundacji Piękniejszego Świata, z inicjatywy której odbywają się w Skłudzewie wystawy i warsztaty plastyczne. Dla potrzeb mieszkańców jedno pomieszczenie pałacyku zostało przekształcone na kaplicę, podlegającą łążyńskiej parafii rzymskokatolickiej.

## Zabytki[6]
- średniowieczne grodzisko
- zespół dworski w Skłudzewie, obejmujący:
  - dwór murowano-szachulcowy z trzeciego ćwierćwiecza XIX w.
  - stajnię, obecnie magazyn, w. XIX/XX
  - hydrofornię z XIX/XX w.
  - park z połowy XIX w.

## Pomniki przyrody[6]
- Dąb w lesie przyległym do parku – pierścienica 411 cm, wysokość 17 m
- Platan klonolistny w parku – pierścienica 270 cm, wysokość 25 m

## Ciekawostki
- Skłudzewo jest najmniejszą miejscowością sołecką gminy Zławieś Wielka.
- Wieś w różnych źródłach piśmiennych wymieniana była pod nazwami: Hohenhausen, Kladzewo, Schlodsee, Sclosaw, Sczlodzaw, Selosaw, Sghlogzaw, Sklodzaw, Sklodzewo, Skludzewo, Skludziewo, Skłódzewo.
- W Skłudzewie znajduje się mały memoriał poświęcony 11 mieszkańcom, zamordowanym w 1939 roku przez nazistów.
- We wschodniej części parku znajduje się stary cmentarz ewangelicki założony w 1873 r[7].
- Co najmniej do roku 1939 w Skłudzewie mieściła się ewangelicka stacja kaznodziejska Kościoła Ewangelicko-Luterskiego w Polsce Zachodniej
- Przez Skłudzewo przebiega szlak turystyczny rowerowy: Toruń – Bydgoszcz.
- Na terenie Skłudzewa występuje ostnica Jana.
- W Skłudzewie urodził się August Ludolf Brauer (1 lipca 1865 - 25 listopada 1951) – niemiecki internista i pulmonolog, uważany jest za jednego z pionierów niemieckiej medycyny lotniczej[8].

## Galeria

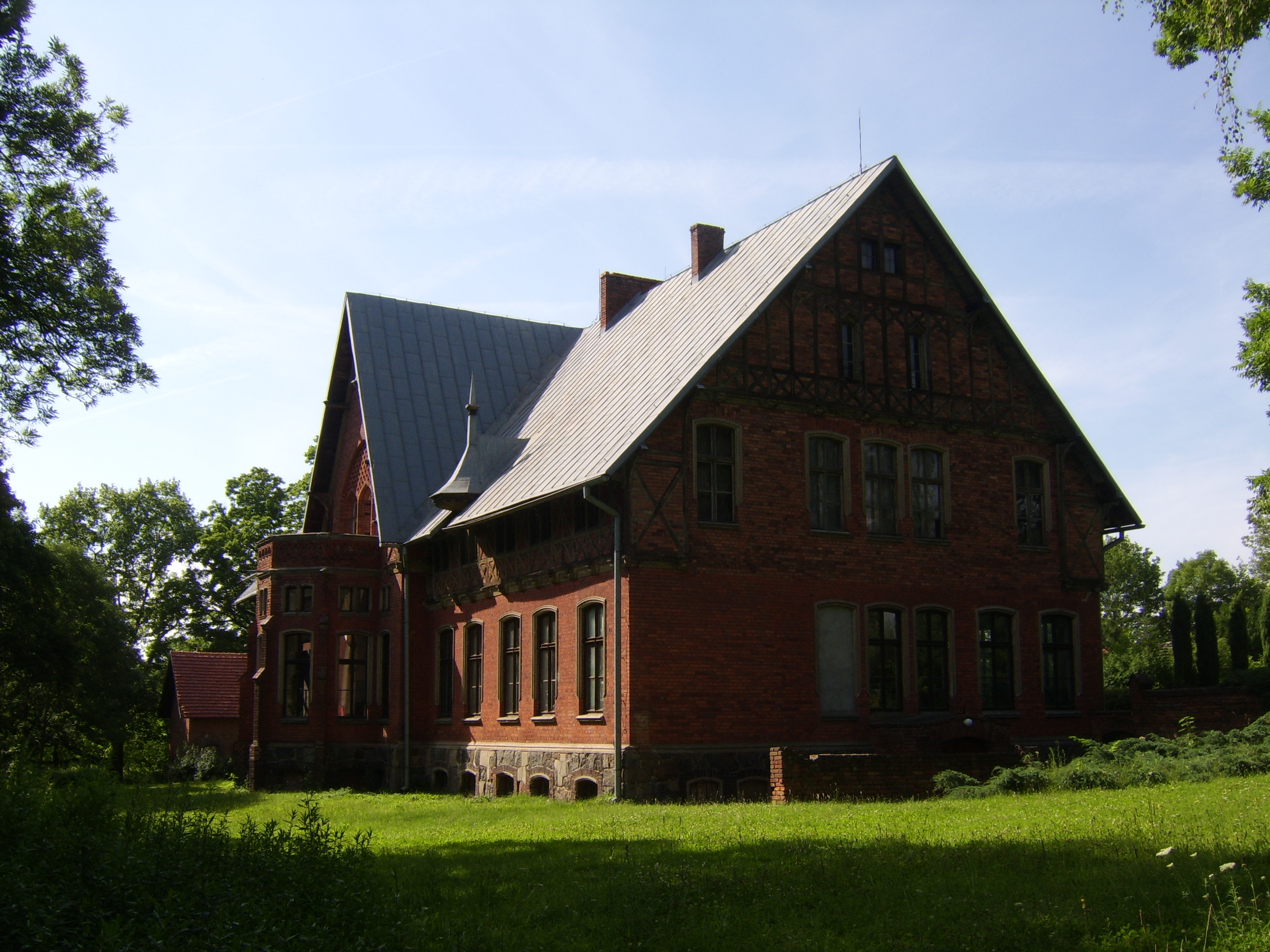
Dwór, mur.-szach., 3 ćw. XIX – widok od parku
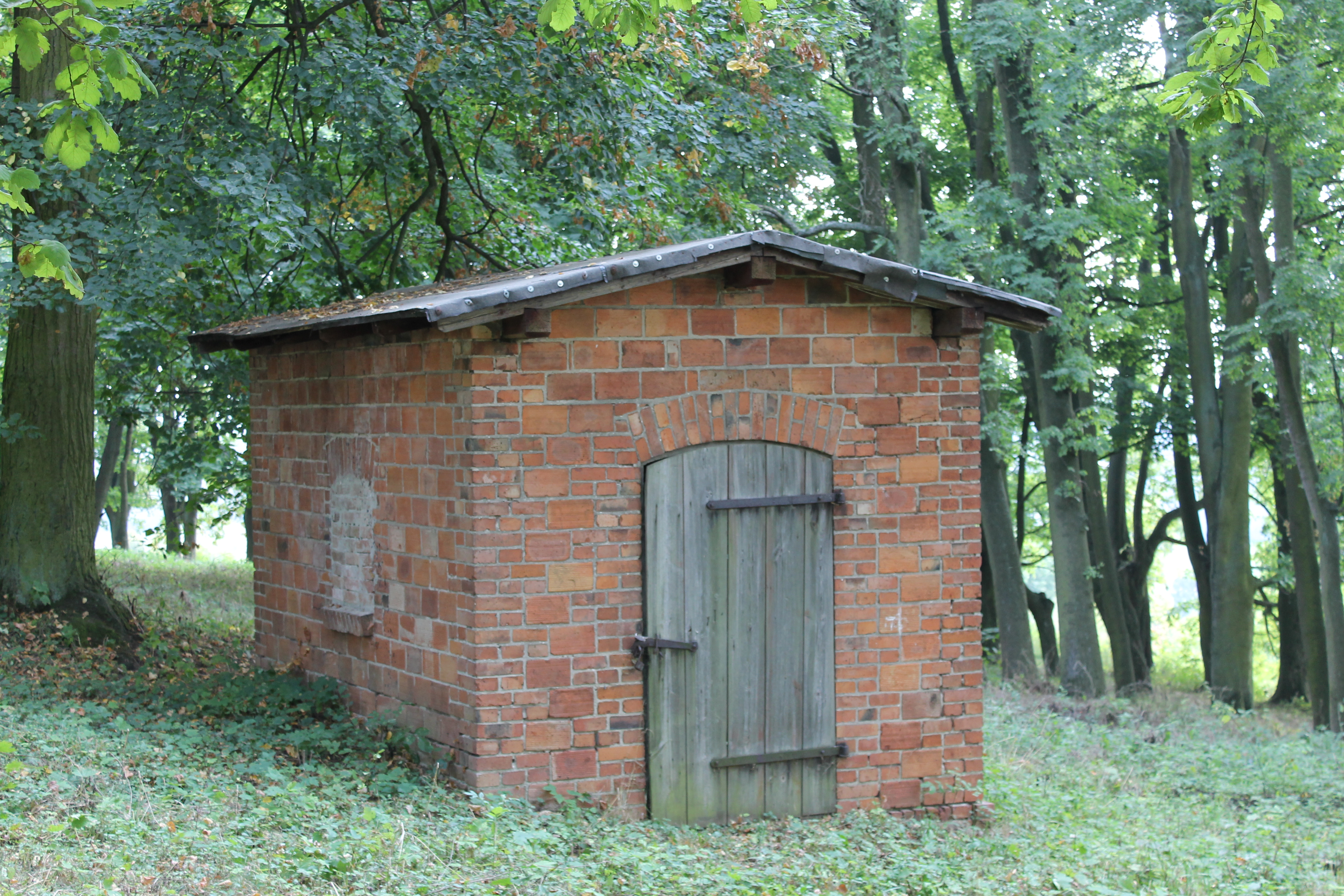
Hydrofornia, XIX/XX
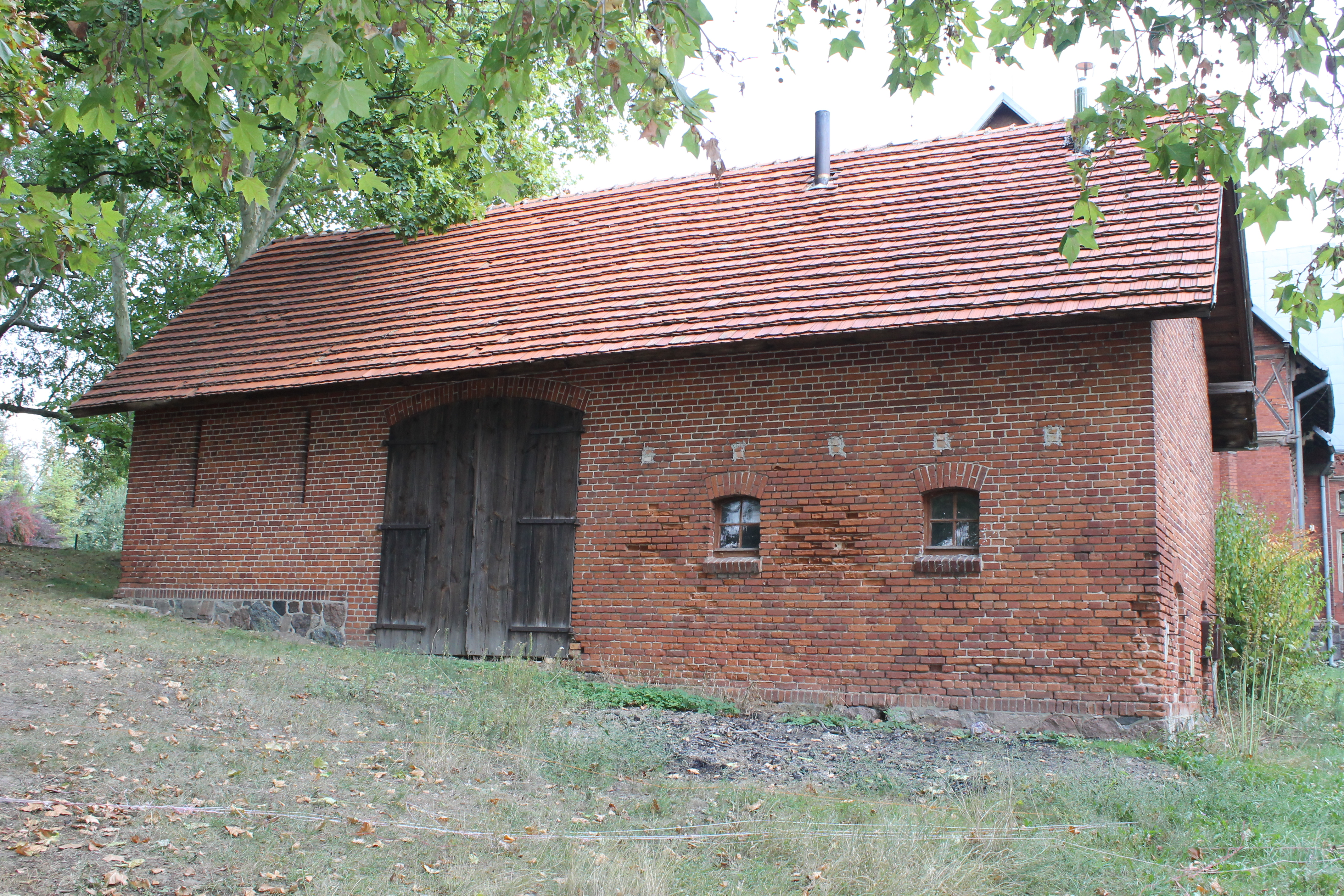
Stajnia, ob. magazyn, XIX/XX
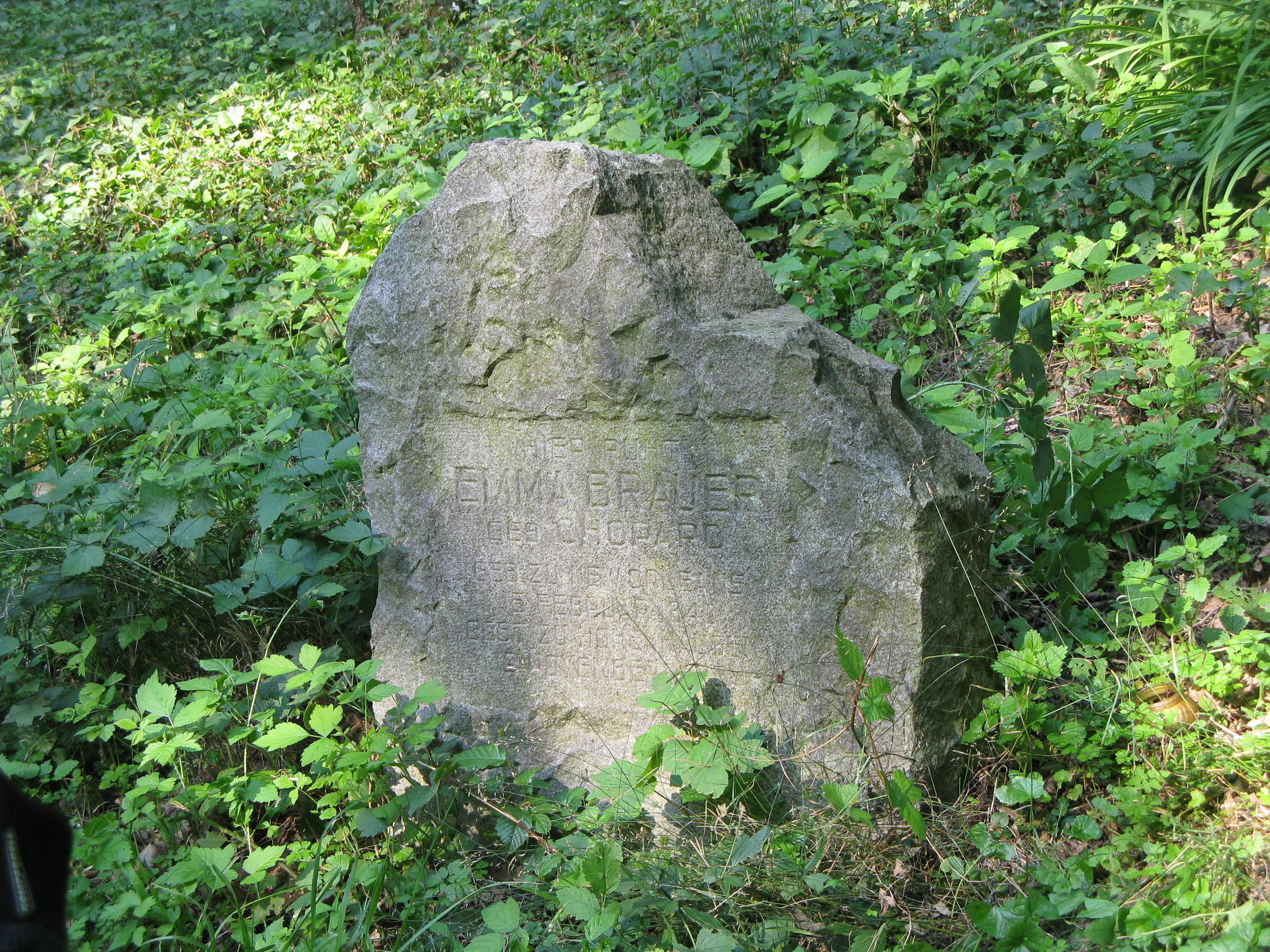
Nagrobek-pomnik Emmy Brauer w parku dworskim
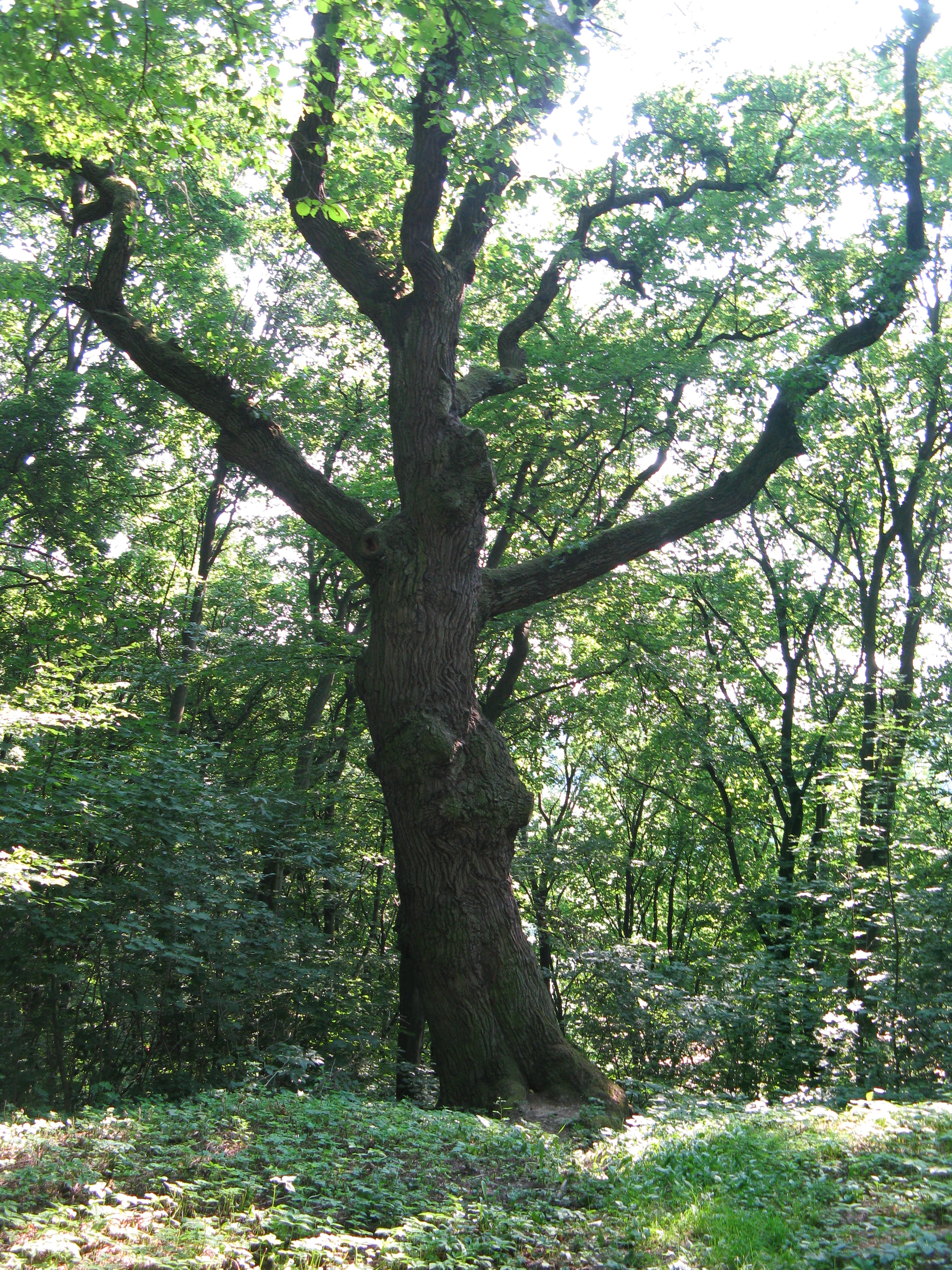
Dąb szypułkowy, tzw. „Dąb Hrabiny” w parku dworskim
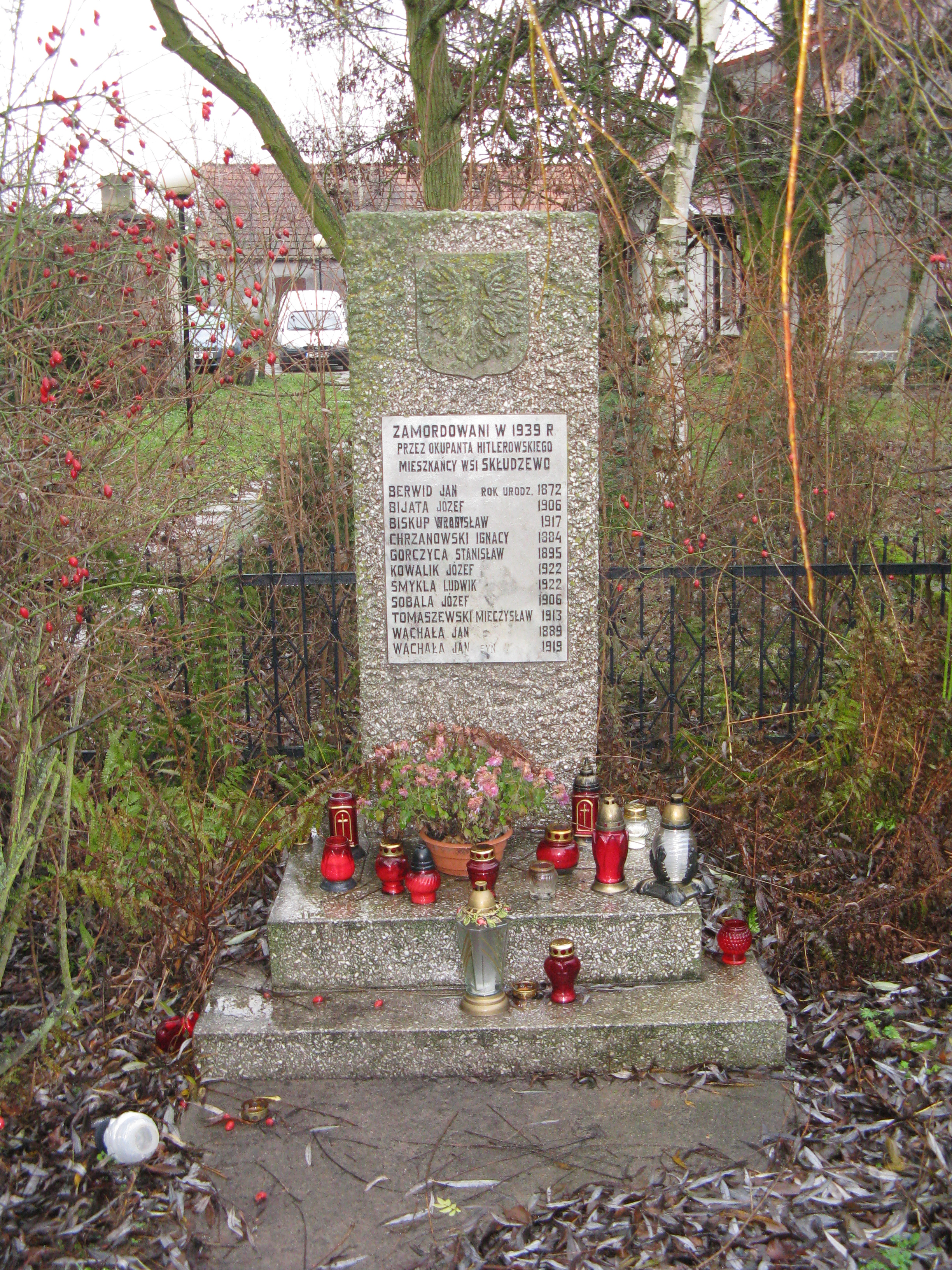
Pomnik mieszkańców Skłudzewa pomordowanych w czasie II wojny światowej